# Oblast Autônomo de Tuva
O Óblast Autônomo de Tuva (Russo: Туви́нская авто́номная о́бласть) foi um óblast autônomo da União Soviética criado em 11 de outubro de 1944. 